# مطار أوريو أل سيريو
مطار أوريو أل سيريو والمعروف أيضًا باسم «مطار ميلانو بيرغامو»، (إياتا: BGY، إيكاو: LIME) هو مطار دولي، يَقع حوالي على بعد 45 كلم من مدينة ميلان الإيطالية، يُصنَّف المطار في المرتبة الثالثة من حيث عدد المسافرين في إيطاليا.
يُدار المطار من قبل شركة SACBO، وهي شركة مملوكة جزئيًا لشركة سي إي آيه - مطارات ميلان، مشغلة مطاري لينيت ومالبينسا. تمتلك سي إي آيه حصة 31٪ في SACBO. تم تعميد المطار أيضًا باسم «الكارافاجيو» على اسم الرسام مايكل أنجلو ميريسي دا كارافاجيو، والذي عاش طفولته في كارافاجيو، مقاطعة بيرغامو.

## شركات الطيران والوجهات

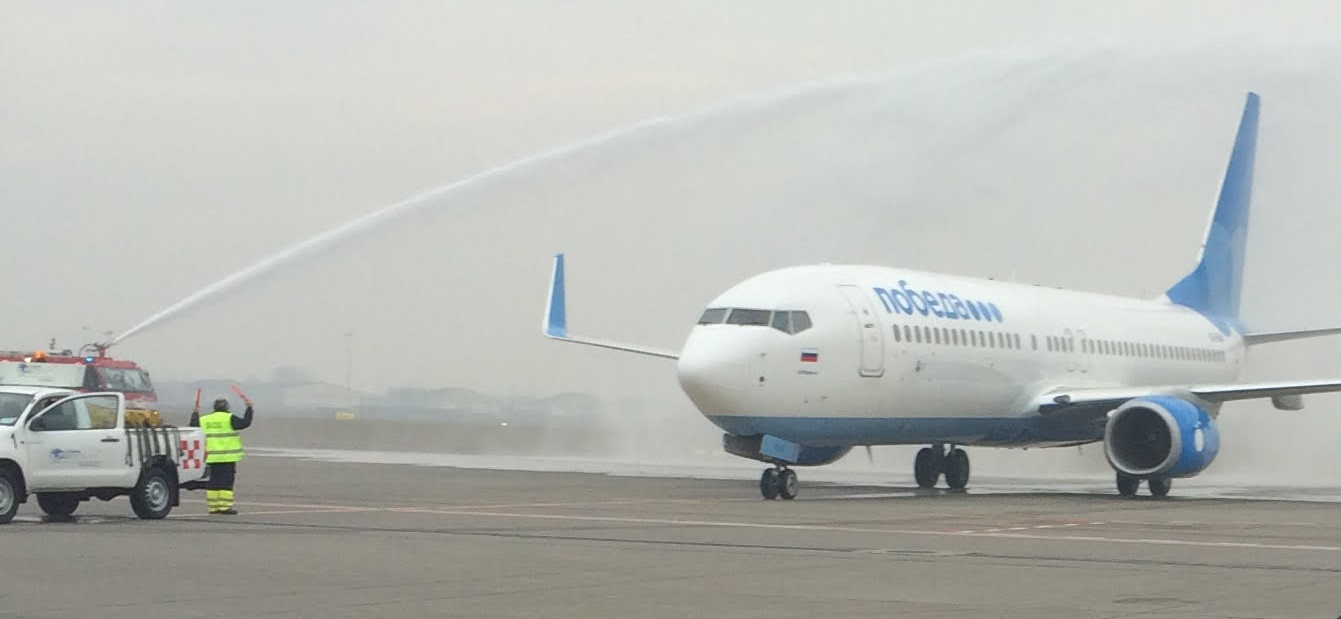
وصول أول رحلة لشركة طيران بوبيدا إلى مطار أوريو آل سيريو الإيطالي، 21.12.2015

### الركاب
تقوم شركات الطيران التالية بتشغيل خدمات مجدولة وعارضة في المطار:
| شركـات طيـران            | الوجهات |
| ------------------------ | --- |
| AeroItalia               | مطار ليوناردو دا فينشي موسمي: مطار كاتانيا-فونتاناروسا، مطار كوميزو-راغوزا، Heraklion (تبدأ في 4 يوليو 2023)، Karpathos (تبدأ في 3 يوليو 2023)، مطار لامبيدوزا، مطار ميكونوس (تبدأ في 6 يوليو 2023)، مطار باليرمو الدولي (تبدأ في 3 يوليو 2023)، مطار زاكينثوس الدولي ‏ (تبدأ في 6 يوليو 2023) |
| طيران ألبانيا            | مطار تيرانا الدولي |
| العربية للطيران          | مطار برج العرب الدولي، مطار القاهرة الدولي، مطار محمد الخامس الدولي، مطار الشارقة الدولي |
| نوستروم إير              | موسمي عارض: مطار ميورقة |
| AlbaStar                 | موسمي: Fuerteventura، Lourdes، Sal موسمي عارض: مطار مرسى علم الدولي، مطار شرم الشيخ الدولي |
| Albawings                | مطار تيرانا الدولي |
| المصرية العالمية للطيران | موسمي: مطار القاهرة الدولي |
| الأناضول جت              | موسمي: مطار صبيحة كوكجن الدولي |
| إيزي جيت                 | مطار سخيبول أمستردام، مطار لشبونة، مطار غاتويك، مطار باريس شارل ديغول موسمي: Olbia |
| يورو وينجز               | مطار دوسلدورف الدولي |
| فلاي دبي                 | مطار دبي الدولي |
| الخطوط الجوية الجورجية   | مطار تبليسي الدولي (تبدأ في 23 يونيو 2023) |
| HiSky                    | مطار كيشيناو الدولي |
| نيوس (شركة طيران)        | موسمي: مطار كاتانيا-فونتاناروسا، Heraklion، Karpathos، Kos، مطار مرسى علم الدولي، Menorca، Rhodes، مطار شرم الشيخ الدولي |
| آير شاتل النرويجية       | موسمي: Bergen، مطار أوسلو-غاردرموين (تبدأ في 22 يونيو 2023) |
| خطوط بيغاسوس             | مطار صبيحة كوكجن الدولي |
| رايان إير                | مطار أكادير المسيرة الدولي، Alghero، مطار أليكانتي، مطار الملكة علياء الدولي، مطار أثينا الدولي، مطار برشلونة الدولي، مطار باري كارل فويتيالا ‏، مطار بوفيه - تيه، مطار بلفاست الدولي، مطار برلين براندنبرغ، Billund، مطار برمينغهام، مطار بوردو ميرينياك، مطار براتيسلافا الدولي، Brindisi، مطار بريستول، Brno، مطار هنري كواندا الدولي، مطار بودابست فرانز ليست الدولي، Cagliari، مطار كاتانيا-فونتاناروسا، مطار بروكسل شارلروا الجنوب، مطار كلوج نابوكا الدولي، مطار كولونيا بون الدولي، مطار كوبنهاغن، Cork، Crotone، مطار دبلن الدولي، East Midlands ‏، مطار إدنبرة، مطار آيندهوفن، مطار فارو، مطار فاس سايس الدولي، Fuerteventura، مطار كريستيانو رونالدو، مطار غدانسك ليخ فاونسا، Gothenburg، مطار كناريا الكبرى، مطار فرانكفورت هان، مطار هامبورغ، مطار هلسنكي فانتا، مطار ياش الدولي، مطار كاتوفيتشي، مطار كراكوف، Lamezia Terme ‏، Lanzarote، Lappeenranta، مطار لشبونة، مطار ليفربول، مطار لندن ستانستد، Lourdes، Lublin، مطار لوكسمبورغ، مطار مدريد باراخاس الدولي، مطار مالقة الدولي، مطار مالطا الدولي، مطار مانشستر، مطار مراكش المنارة الدولي، مطار مارسيليا، مطار نابولي، مطار نيوكاسل، مطار باليرمو الدولي، مطار ميورقة، Paphos، مطار أبروتسو الدولي، مطار بورتو الدولي، Poznan، مطار فاكلاف هافيل الدولي، مطار ريغا الدولي، مطار ساندفيورد، تورب، مطار سانتاندير، Santiago de Compostela ‏، مطار إشبيلية، مطار ستوكهولم أرلاندا، مطار صوفيا، مطار طنجة ابن بطوطة الدولي، مطار تالين، مطار بن غوريون الدولي، مطار تينيريفي الجنوبي، Thessaloniki، مطار تيرانا الدولي (تبدأ في 31 أكتوبر 2023)،مطار تولوز بلانياك، مطار تراباني-بيرغي، مطار بلنسية، مطار فيينا الدولي، مطار فيلنيوس، Vitoria، مطار وارسو مودلين، مطار فروتسواف، مطار زغرب، مطار سرقسطة موسمي: مطار خانية الدولي ‏، Corfu، مطار إيبيزا، Heraklion، Kalamata، مطار كارلسروه/بادن-بادن، Kefalonia، Knock، Kos، Łódź، Preveza، مطار رييكا، Rhodes، مطار سانتوريني (ثيرا) الوطني، مطار ويزي، مطار زادار، مطار زاكينثوس الدولي ‏ |
| Southwind Airlines       | موسمي عارض: مطار أنطاليا (تبدأ في 1 يوليو 2023) |
| سبايس جيت                | موسمي: Amritsar |
| ترانسافيا                | موسمي: مطار روتردام لاهاي |
| توي فلاي بلجيكا          | موسمي: مطار محمد الخامس الدولي |
| فولوتيا                  | موسمي: Asturias، مطار لامبيدوزا، مطار ليون سانت إكسوبيري، مطار نانت، Olbia، مطار بانتيليريا |
| خطوط فيولينغ الجوية      | مطار باريس أورلي |
| ويز للطيران              | مطار نيكولا تسلا في بلغراد (تبدأ في 26 سبتمبر 2023)، مطار هنري كواندا الدولي، مطار كلوج نابوكا الدولي، Craiova، مطار ياش الدولي، مطار صوفيا، مطار سوسيفا، مطار ترايان فويا الدولي، مطار تيرانا الدولي، مطار وارسو فريدريك شوبان |

### الشحن
| شركـات طيـران        | الوجهات                 |
| -------------------- | ----------------------- |
| خطوط يو بي إس الجوية | مطار كولونيا بون الدولي |

## إحصائيات

### الحركة الجوية
| السنة | الركاب               | حركة السير      | أطنان البضائع    |
| ----- | -------------------- | --------------- | ---------------- |
| 2005  | 4,356,143            | 51,635          | 136,339          |
| 2006  | 5,244,794 (+20.4%)   | 56,358 (+9.1%)  | 140,630 (+3.1%)  |
| 2007  | 5,741,734 (+9.5%)    | 61,364 (+8.9%)  | 134,449 (−4.4%)  |
| 2008  | 6,482,590 (+12.9%)   | 64,390 (+4.9%)  | 122,398 (−9.0%)  |
| 2009  | 7,160,008 (+10.4%)   | 65,314 (+1.4%)  | 100,354 (−18.0%) |
| 2010  | 7,661,061 (+7.2%)    | 67,167 (+6.3%)  | 106,050 (+6.5%)  |
| 2011  | 8,419,948 (+9.7%)    | 71,514 (+5.7%)  | 112,556 (+5.3%)  |
| 2012  | 8,801,392 (+5.5%)    | 72,420 (+4.3%)  | 116,730 (+4.0%)  |
| 2013  | 8,882,611 (+0.9%)    | 69,974 (−3.4%)  | 115,950 (−0.7%)  |
| 2014  | 8,696,085 (−2.1%)    | 66,390 (−5.1%)  | 122,488 (+5.6%)  |
| 2015  | 10,404,625 (+18.6%)  | 76,078 (+12.4%) | 121,045 (−1.8%)  |
| 2016  | 11,159,631 (+7.3%)   | 79,953 (+5.1%)  | 117,765 (−2.7%)  |
| 2017  | 12,336,137 (+10.5%)  | ????? (+?%)     | 126,000 (+7.0%)  |
| 2018  | 12,937,881 (+4.9%)   | 89,533 (+?%)    | 123,031 (−2.3%)  |
| 2019  | 13,857,257 (+7.1%)   | 95,377 (+6.5%)  | 118,964 (−3.3%)  |
| 2020  | 3,833,063 (−72.3%)   | 38,668 (−59.5%) | 51,543 (−56.7%)  |
| 2021  | 6,467,296 (+68.7%)   | 51,879 (+34.2%) | 26,044 (−49.5%)  |
| 2022  | 13 155 806 (+130,4%) | 88 846 (+71,3%) | 20 827 (-20%)    |

### أكثر الطرق ازدحامًا
| الترتيب | المدينة                 | الركاب 2014 | الركاب 2013 | الركاب 2012 (اتجاه واحد) | شركة الطيران |
| ------- | ----------------------- | ----------- | ----------- | ------------------------ | ------------ |
| 1       | باري، بوليا             | 395,912     | 398,801     | 185,188                  | رايان إير    |
| 2       | كالياري، سردينيا        | 351,967     | 378,223     | 189,440                  | رايان إير    |
| 3       | لاميزيا تيرمي، كالابريا | 337,278     | 344,402     | 175,985                  | رايان إير    |
| 4       | برينديزي، بوليا         | 321,557     | 320,075     | 160,847                  | رايان إير    |
| 5       | كاتانيا، صقلية          | 316,688     | 197,628     | غير متوفر                | رايان إير    |
| 6       | باليرمو، صقلية          | 316,099     | 310,468     | 151,766                  | رايان إير    |
| 7       | تراباني، صقلية          | 221,158     | 225,746     | 111,730                  | رايان إير    |
| 8       | ألغيرو، سردينيا         | 171,972     | 169,041     | 85,680                   | رايان إير    |
| 9       | بيسكارا، أبروتسو        | 149,862     | 151,389     | 78,868                   | رايان إير    |

| الترتيب | المدينة                       | الركاب 2014 | الركاب 2013 | الركاب 2012 | شركة الطيران           |
| ------- | ----------------------------- | ----------- | ----------- | ----------- | ---------------------- |
| 1       | لندن ستانستد، المملكة المتحدة | 433,762     | 372,387     | 346,870     | رايان إير              |
| 2       | شارلروا، بلجيكا               | 276,701     | 298,445     | 293,707     | رايان إير              |
| 3       | برشلونة، إسبانيا              | 249,108     | 223,236     | 299,985     | رايان إير              |
| 4       | بوفيه، فرنسا                  | 216,251     | 218,509     | 219,474     | رايان إير              |
| 5       | فالنسيا، إسبانيا              | 206,733     | 196,978     | 186,484     | رايان إير              |
| 6       | مدريد، اسبانيا                | 170,258     | 125,762     | 201,613     | رايان إير              |
| 7       | دبلن، إيرلندا                 | 148,368     | 132,571     | 123,659     | رايان إير              |
| 8       | بوخارست، رومانيا              | 144,255     | 152,895     | 159,272     | بلو أير، ويز للطيران   |
| 9       | مانشستر، المملكة المتحدة      | 118,321     | 114,136     | 102,345     | رايان إير              |
| 10      | برلين شونفيلد، ألمانيا        | 116,148     | 83,651      | 89,554      | رايان إير              |
| 11      | فيلنيوس، ليتوانيا             | 113,560     | 99,493      | 95,044      | رايان إير، ويز للطيران |
| 12      | إشبيلية، إسبانيا              | 112,252     | 110,611     | 112,710     | رايان إير              |
| 13      | ستوكهولم - سكافستا، السويد    | 110,575     | 112,713     | 112,259     | رايان إير              |
| 14      | كراكوف، بولندا                | 109,426     | 110,264     | 104,214     | رايان إير              |
| 15      | أيندهوفن، هولندا              | 109,320     | 109,824     | 107,090     | رايان إير              |
| 16      | إيبيزا، إسبانيا               | 105,693     | 95,678      | 97,635      | ألباستار، رايان إير    |
| 17      | سوفيا، بلغاريا                | 98,201      | 102,546     | 94,794      | ويز للطيران            |
| 18      | لوقا، مالطا                   | 92,244      | 78,863      | –           | رايان إير              |
| 19      | بودابست، المجر                | 91,377      | 102,955     | 185,536     | رايان إير              |
| 20      | بورتو، البرتغال               | 90,419      | 93,279      | غير متوفر   | رايان إير              |

| الترتيب | المدينة                      | الركاب 2014 | الركاب 2013 | الركاب 2012 | شركة الطيران                             |
| ------- | ---------------------------- | ----------- | ----------- | ----------- | ---------------------------------------- |
| 1       | اسطنبول - صبيحة كوكجن، تركيا | 107,222     | 120,750     | 106,643     | خطوط بيغاسوس                             |
| 2       | مرسى علم، مصر                | 75,919      | 57,838      | 64,772      | نيوس، ميريديانا، سمول بلانيت، تراول فلاي |
| 3       | الدار البيضاء، المغرب        | 72,808      | 79,882      | 63,737      | العربية للطيران المغرب                   |
| 4       | كييف، أوكرانيا               | 63,817      | 84,543      | غير متوفر   | ويز للطيران                              |
| 5       | تيرانا، ألبانيا              | 52,276      | 63,730      | غير متوفر   | بيلي إير                                 |

## الحوادث
- في 30 أكتوبر 2005، تحطمت رحلة التجارة الجوية رقم 729 بالقرب من بيرغامو بإيطاليا بعد وقت قصير من إقلاعها في طقس سيئ. كانت الرحلة عبارة عن رحلة شحن ليلية من بيرغامو إلى زغرب تم تشغيلها بواسطة ليت إل-410 تربوليت مع تسجيل 9A-BTA. أدى الحادث إلى وفاة الأشخاص الثلاثة الذين كانوا على متن الطائرة، طياران وراكب.[22]
- في ليلة 5 أغسطس 2016، تجاوزت طائرة بوينغ 737-476 والمُسجلة HA-FAX المدرج أثناء الهبوط وذلك على المدرج 28 في بيرغامو وتوقفت في موقف للسيارات وعلى طريق سريع ثانوي حول المطار، كان ذلك على بعد 300 متر من نهاية المدرج. لم تقع إصابات، لكن دمرت بعض السيارات وأصيبت الطائرة بأضرار جسيمة. تم رفع الطائرة من الشارع في نفس اليوم، وظلت الحركة الجوية كما هي دون تأخير.[23]

## النقل البري

### السيارة
أوتوستراد A4 هو أحد شبكات الطرق الرئيسية التي تربط المطار.

### الحافلات
هناك العديد من وسائل النقل العام من وإلى وسط مدينة ميلانو، بما في ذلك الحافلات السريعة. هناك طرق أخرى من / إلى وسط مدينة بيرغامو، وأريتسو، وبولونيا، وبريشا ومونزا، وتورينو، ومطار مالبينسا، ومركز معارض ميلان التجاري، وبارما، وفيرونا.

### السكك الحديدية
أقرب محطة سكة حديدية هي محطة سكة برغامو، تقع على بعد 3.5 ميل (5.6 كم). لا توجد خدمة نقل رسمية بين المطار والمحطة، هناك خدمة حافلات، تتصل خدمة الحافلات التي تديرها شركة ATB بالمطار، على بعد حوالي 10 دقائق من محطة القطار.

## وصلات خارجية
- الموقع الرسمي.
- تاريخ الحوادث لـ (BGY) على شبكة سلامة الطيران.
- حالة الطقس في مطار أوريو أل سيريو.